# Décalage (sport de combat)
Pour les articles homonymes, voir décalage.
 (mars 2023).
Si vous disposez d'ouvrages ou d'articles de référence ou si vous connaissez des sites web de qualité traitant du thème abordé ici, merci de compléter l'article en donnant les références utiles à sa vérifiabilité et en les liant à la section « Notes et références ».

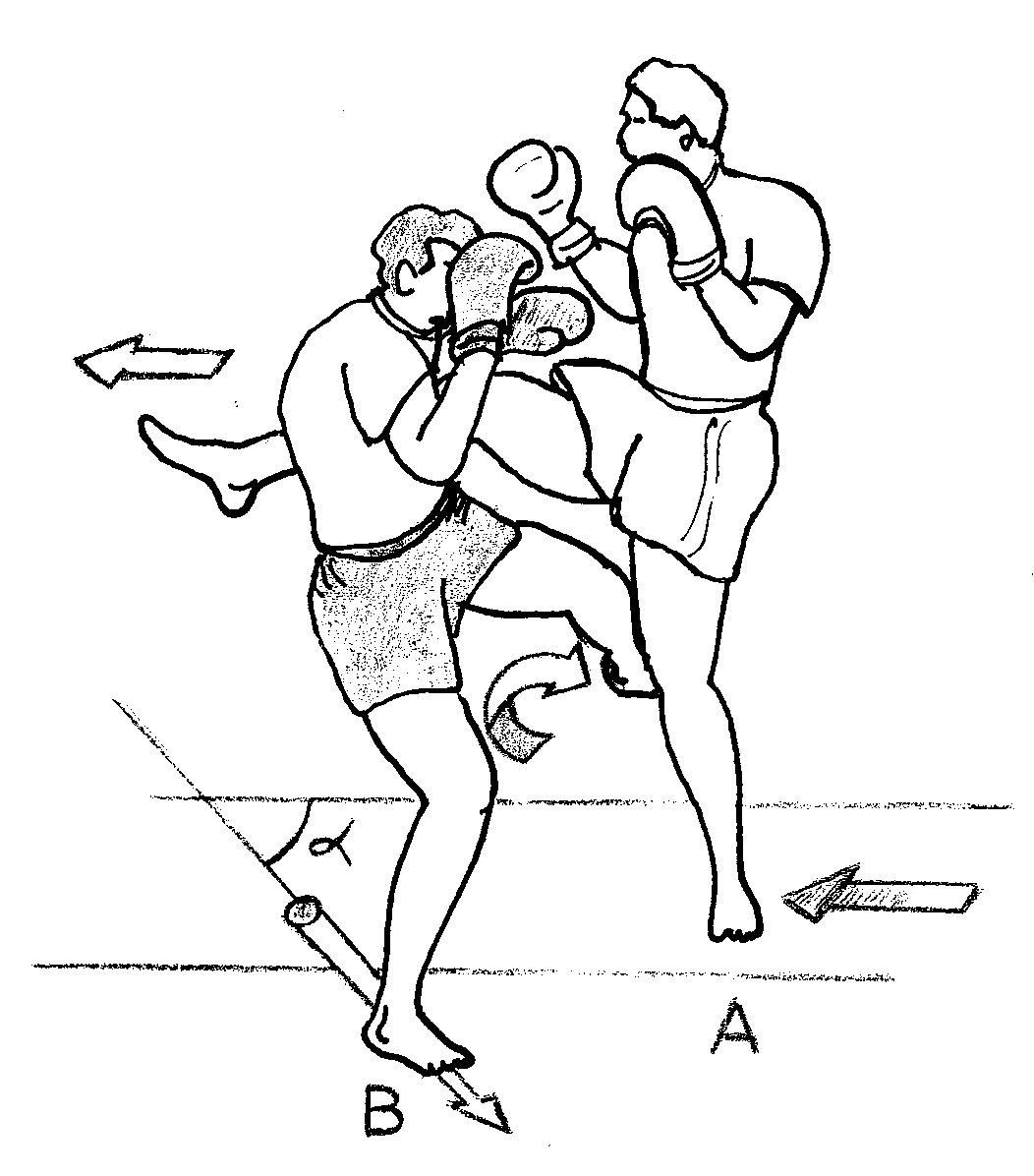
Décalage.

Un décalage, en sport, est un placement du corps hors de l’axe d’attaque adverse à l’aide d’un déplacement latéral. Ce type d’action est également appelé « pas de côté ». On parle également de « pas de diagonale » lorsque le déplacement s’effectue sur un axe oblique. Exemples en sports collectifs : 
- En football, un crochet de débordement pour éviter un adversaire
- En rugby, une fixation de l’adversaire puis un débordement.

Certains experts de sports de combat différencient le « décalage » du « débordement » : 
- Décalage : un pied en dehors du couloir d’affrontement direct
- Débordement : sortie des deux appuis du couloir d’affrontement direct (Lalès, 2005). Et Dégagement : sortie d’un emprisonnement dans un coin ou contre les cordes (Delmas, 1981).

## En sports de combat de percussion
Dans les sports de combat de percussion (activités pugilistiques et de type escrime), il s’exécute en situation défensive comme offensive. Cette activité est nécessaire pour éviter d’être atteint dans l’axe direct par l’adversaire dans trois cas : 
- lors d’une offensive adverse dans l’axe direct (défense par esquive latérale du tronc) ;
- lors d’une contre-offensive personnelle (contrôle, coup d’arrêt, coup de contre ou riposte) ;
- lors d’une offensive personnelle.

## Illustration enboxe

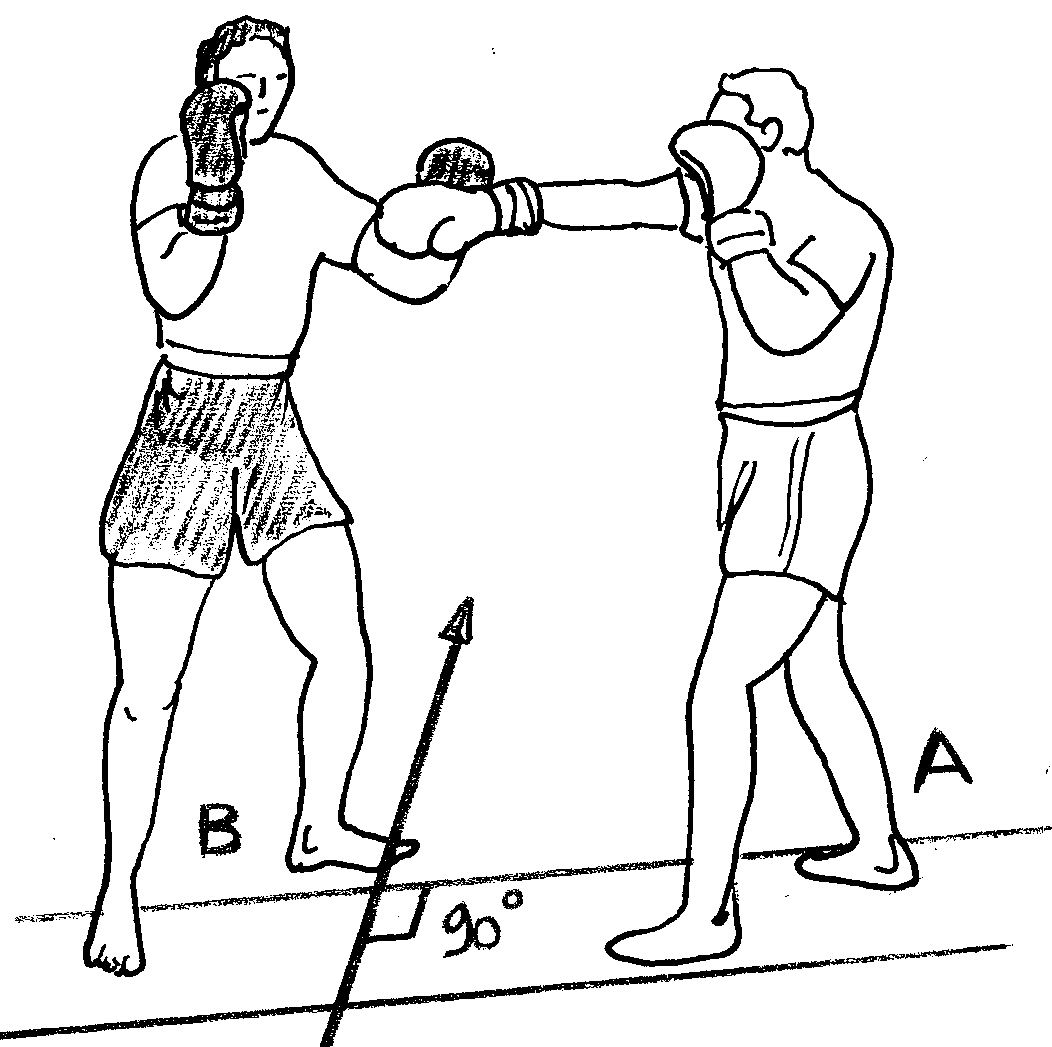
(B) évite le cross adverse grâce à un appui extérieur de décalage
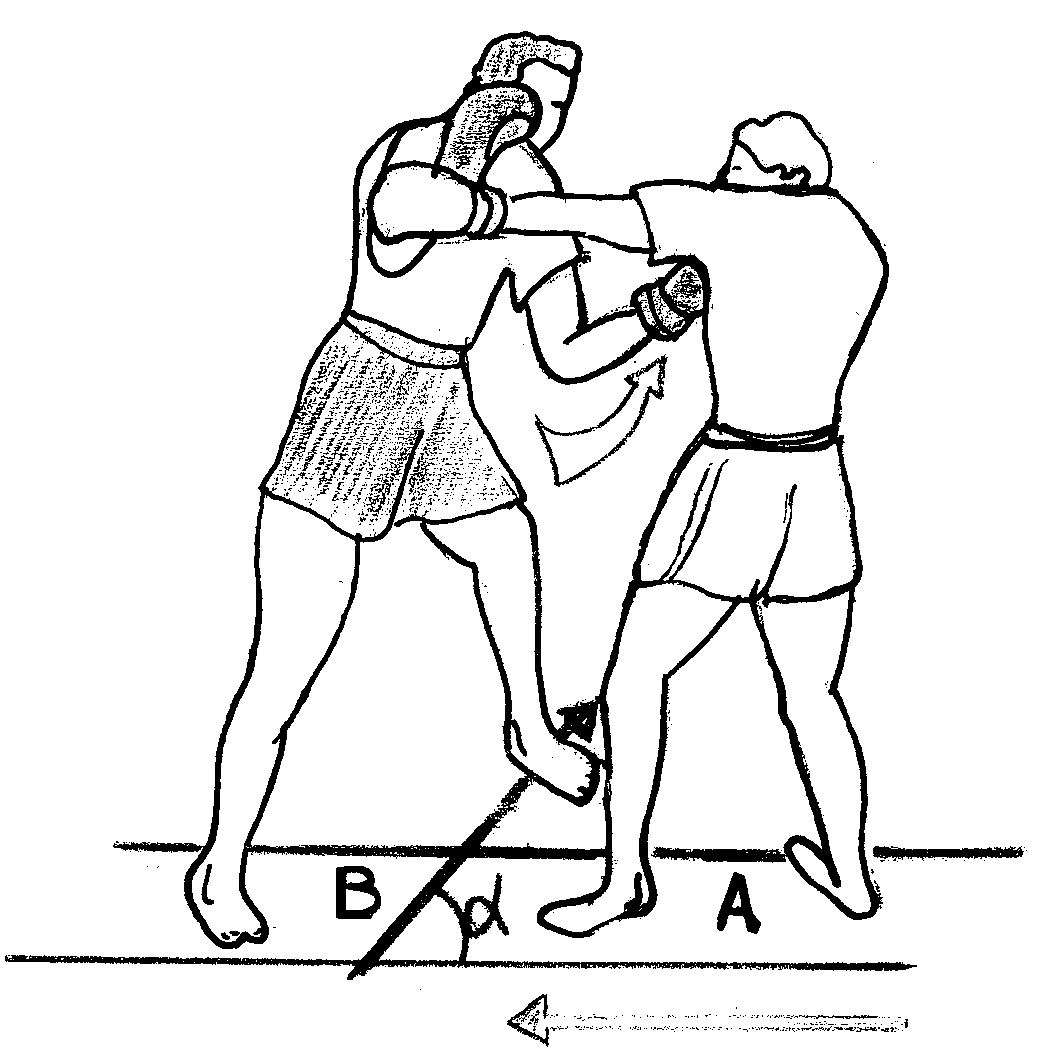
Après un appui extérieur de décalage, (B) riposte en uppercut
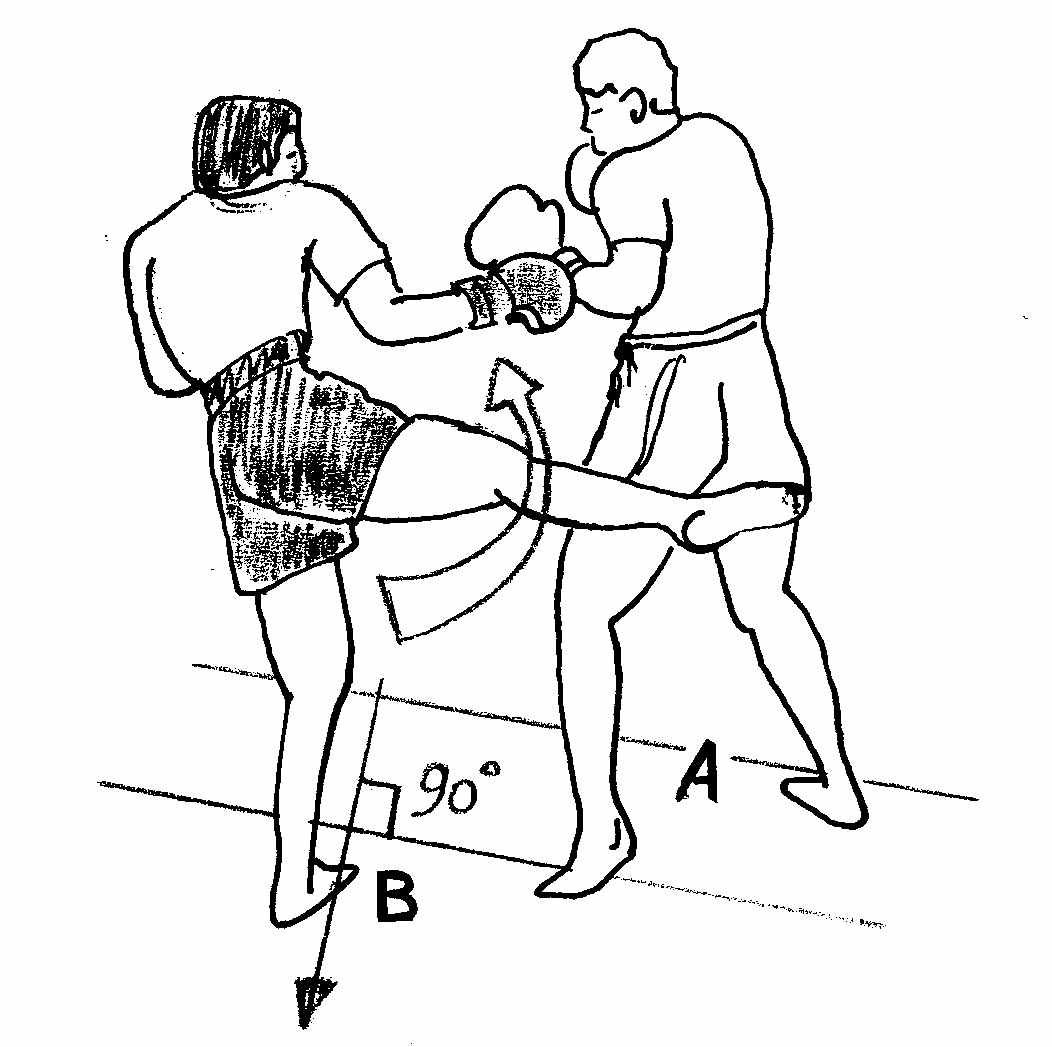
Après un débordement de l’adversaire, (B) riposte en coup de pied circulaire de la jambe extérieure
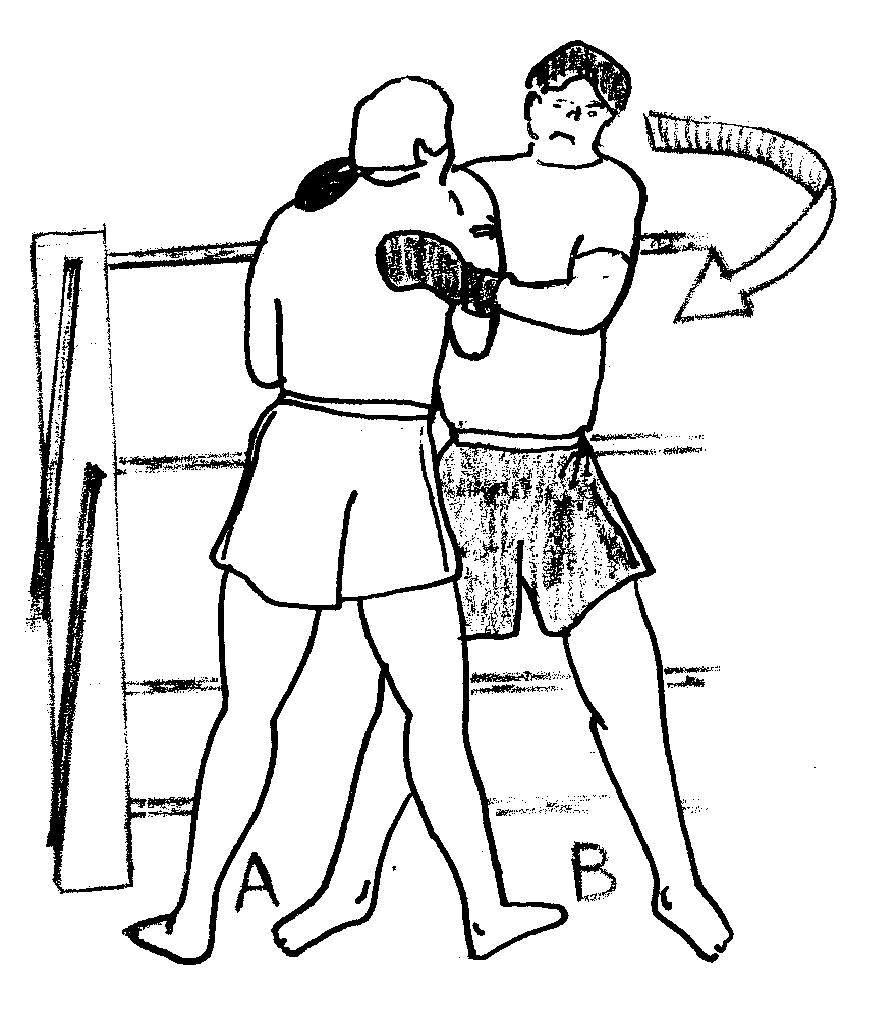
Après un emprisonnement contre les cordes, (B) effectue une sortie latérale